# 普洛季恰 (科佐瓦區)
49°29′10″N 25°17′48″E / 49.48611°N 25.29667°E
普洛季恰（烏克蘭語：Плотича）是位於烏克蘭西部特諾皮爾州裏特諾皮爾區的村莊，始建於1874年，面積0.21平方公里，2001年人口586，人口密度每平方公里2,751.2人。